# مارك كرو (لاعب كرة قدم)
مارك كرو (بالإنجليزية: Mark Crowe)‏ هو لاعب كرة قدم بريطاني، ولد في 11 ديسمبر 1965 في Southwold ‏ في المملكة المتحدة. لعب مع كامبريدج يونايتد ونادي توركي يونايتد ونورويتش سيتي.